# Пекороне (Потенца)
Пекороне (итал. Pecorone) је насеље у Италији у округу Потенца, региону Базиликата.
Према процени из 2011. у насељу је живело 255 становника. Насеље се налази на надморској висини од 775 м.